# Chexi (sockenhuvudort i Kina, Hunan Sheng, lat 29,72, long 111,69)
Chexi är en sockenhuvudort i Kina. Den ligger i provinsen Hunan, i den södra delen av landet, omkring 210 kilometer nordväst om provinshuvudstaden Changsha. Antalet invånare är 25 168. Befolkningen består av 12 413 kvinnor och 12 755 män. Barn under 15 år utgör 14,0 %, vuxna 15-64 år 73 %, och äldre över 65 år 12,0 %.
Runt Chexi är det tätbefolkat, med 369 invånare per kvadratkilometer. Närmaste större samhälle är Xin'an, 19,8 km väster om Chexi. Trakten runt Chexi består till största delen av jordbruksmark.
Genomsnittlig årsnederbörd är 1 565 millimeter. Den regnigaste månaden är maj, med i genomsnitt 222 mm nederbörd, och den torraste är december, med 22 mm nederbörd.